# Будовесть (река)
Будове́сть, Будови́ца (бел. Будавесць) — река в Белоруссии, протекает по территории Шумилинского района Витебской области, левый приток реки Оболь. Длина реки — 23 км, площадь водосборного бассейна — 284 км², средний наклон водной поверхности 0,7 ‰.
Река начинается в километре к северо-востоку от деревни Ловжа и в 7 км к западу от райцентра Шумилино. Течёт по восточной окраине Полоцкой низменности. Многократно меняет направление течения: запад, север, северо-запад. Русло от истока на протяжении 19 км канализировано. Протекает через озеро Долгое, до него обозначается на картах как Будовица, ниже — Будовесть.
Крупнейшие притоки — Черница (правый), Бобровка (левый).
Будовесть протекает ряд сёл и деревень: Маринкино, Залесье, Слобода, Никитиха, Мазурино, Долгая Нива.
Впадает в Оболь у деревни Плиговки 2-е.
Гидроним относится к ряду прибалтийско-финских топонимов, где формант связан с финским vesi «вода», а основа — с вепсским и финским pudas «залив реки, протока».